# جک جی۴
جک جی۴ (به انگلیسی: JAC J4) یک خودروی کامپکت کوچک است که توسط شرکت جی‌ای‌سی تولید می‌شود. این خودرو در نمایشگاه خودروی گوانگ ژو ۲۰۱۲ در چین رونمایی شد.
این خودرو در ایران توسط شرکت کرمان موتور مونتاژ می‌شود. کرمان موتور امتیاز تولید این خودرو را از شرکت جی‌ای‌سی خریداری کرده و با کمک گروه مپنا در حال توسعهٔ یک خودروی برقی بر اساس این خودرو است و در سال ۱۴۰۲ از مدل مفهومی آن با نام ایگل رونمایی کرد.

## بررسی

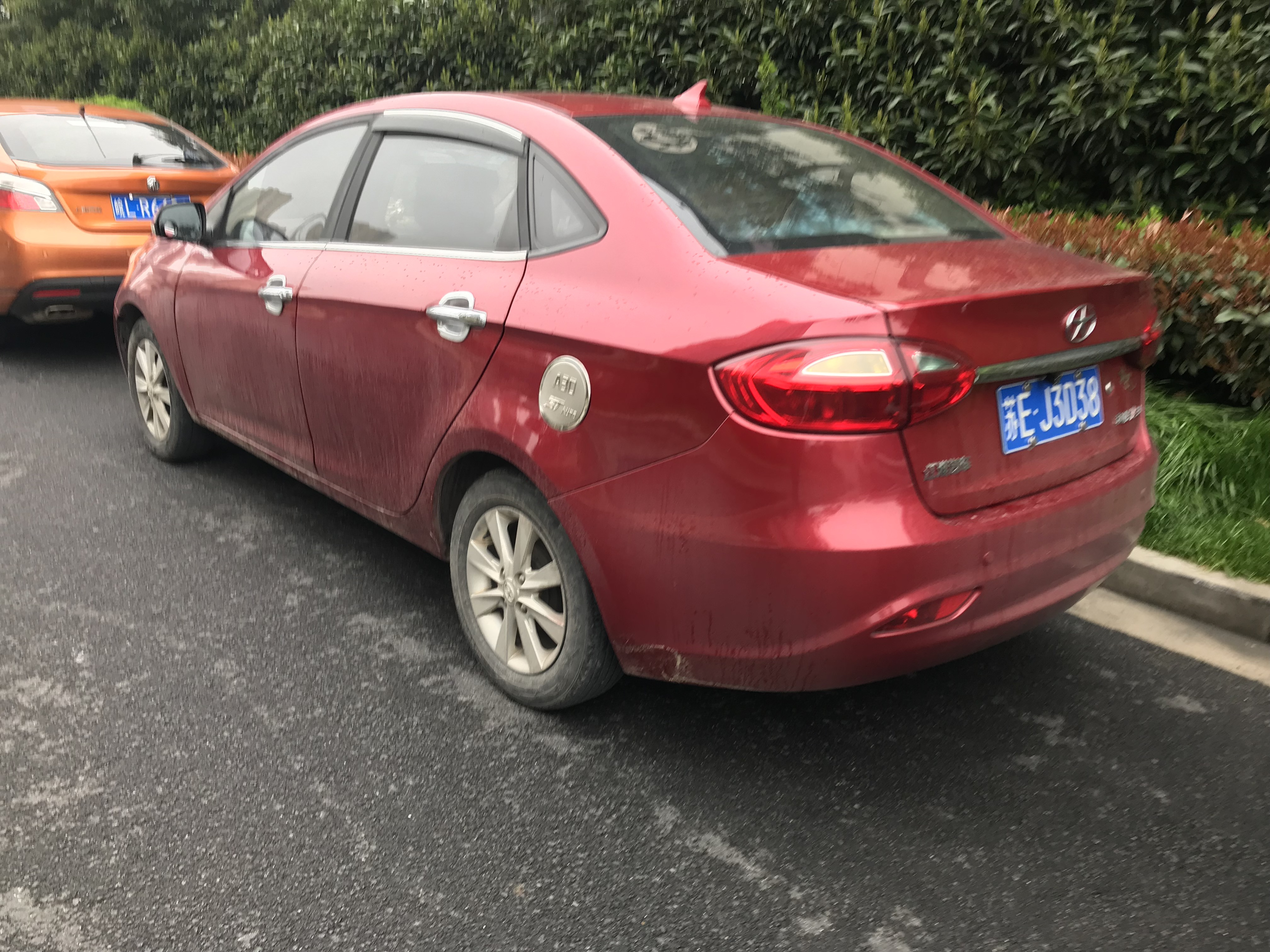
نمای عقب

جک جی۴ از یک موتور ۱٫۵ لیتر چهار سیلندر قدرت می‌گیرد که قدرت ۸۳ کیلووات و گشتاور ۱۴۶ نیوتون متر را با جعبه‌دنده‌های ۵ دندهٔ دستی یا سی‌وی‌تی (به انتخاب مشتری) به چرخ‌های جلو منتقل می‌کند.
نسخهٔ نهایی جک جی۴ در نمایشگاه خودروی شانگهای ۲۰۱۳ رونمایی شد و قرار بود در ۲۸ مه ۲۰۱۳ نیز به بازار عرضه شود، اما به دلایلی ارائه این خودرو به بازار به تعویق افتاد. این خودرو سرانجام در ماه نوامبر ۲۰۱۳ با قیمت ۶۲۸۰۰ تا ۸۲۰۰۰ یوان عرضه شد. قیمت این خودرو در سال ۲۰۱۶ از ۵۲۹۰۰ تا ۷۶۹۰۰ یوان بود.

## بازارهای صادراتی
در سال ۱۴۰۲، کرمان موتور، مونتاژکنندهٔ جک جی۴ در ایران، خبر از صادرات اولین محموله‌های این خودرو به عراق را داد. این شرکت همچنین اعلام کرد که برنامهٔ صادرات این خودرو به روسیه، کشورهای مستقل مشترک‌المنافع و شمال آفریقا را نیز دارد.